# Thế Mississippi
| Hệ/ Kỷ                                 | Thống/ Thế   | Bậc/ Kỳ   | Tuổi (Ma) | Tuổi (Ma) |
| -------------------------------------- | ------------ | --------- | --------- | --------- |
| Permi                                  | Cisural      | Assel     | trẻ hơn   | trẻ hơn   |
| Carbon                                 | Pennsylvania | Gzhel     | 298.9     | 303.7     |
| Carbon                                 | Pennsylvania | Kasimov   | 303.7     | 307.0     |
| Carbon                                 | Pennsylvania | Moskva    | 307.0     | 315.2     |
| Carbon                                 | Pennsylvania | Bashkiria | 315.2     | 323.2     |
| Carbon                                 | Mississippi  | Serpukhov | 323.2     | 330.9     |
| Carbon                                 | Mississippi  | Visé      | 330.9     | 346.7     |
| Carbon                                 | Mississippi  | Tournai   | 346.7     | 358.9     |
| Devon                                  | Muộn         | Famenne   | già hơn   | già hơn   |
| Phân chia kỷ Carbon theo ICS năm 2017. |              |           |           |           |

Trong niên đại địa chất, thế Mississippi thuộc kỷ Carbon của đại Paleozoi của liên đại Phanerozoi. Thế có niên đại trong khoảng từ 358,9 đến 323,2 Ma BP (Mega annum before present: triệu năm trước), sau khi kết thúc kỳ Famenne.
Thế được đặt tên theo tên sông Mississippi, do các đá có tuổi này được mô tả đầu tiên nằm lộ ra ở thung lũng sông Mississippi, Hoa Kỳ.
Thế Mississippi được chia thành ba giai đoạn: Tournai, Visé và Serpukhov.

## Cổ sinh vật học
| Loại | Hiện diện | Vị trí | Mô tả | Hình |
| ---- | --------- | ------ | ----- | ---- |